# Mintakat al-Batina
Mintakat al-Batina (arab. منطقة الباطنة, trb. Mintakat al-Batina, trl. Minţaqat al-Bāţinah) – istniejący do 2011 region (mintakat) Omanu, położony w północnej części kraju, nad Zatoką Omańską. Ośrodkiem administracyjnym jest miasto Suhar. Jego powierzchnia wynosiła ok. 12 500 km² a liczba mieszkańców ok. 654 tys. (2003). Na zachodzie graniczył z Muhafazat al-Burajmi, od wschodu z Muhafazat Maskat a od południa z Al-Mintakat ad-Dachilijja i z Mintakat az-Zahira.
W jego skład wchodziło 12 wilajetów:
- Suhar
- Ar-Rustak
- Szinas
- Liwa
- Saham
- Al-Chabura
- As-Suwajk
- Nakhal
- Wadi Al Maawil
- Al Awabi
- Al-Masnaa
- Barka